# Léa Seydoux
Léa Seydoux (čita se: Lea Sedu; Pariz, 1. srpnja 1985.) je francuska glumica.
Karijeru je započela ulogama u francuskim filmovima, a pažnju javnosti prvi put je privukla pojavljivanjem u filmu La belle personne, za koji je osvojila francusku nagradu Cezar i nagradu Filmskog festivala u Cannesu za najbolju mladu glumicu.
Uloga u filmu Zbogom, moja kraljice iz 2012. donijela joj je nominaciju za Cezara u kategoriji: Najbolja glumica u glavnoj ulozi, a za film Plavo je najtoplija boja osvojila je nagradu Zlatna palma (zajedno s režiserom Abdellatifom Kechichem i glumicom Adèle Exarchopoulos).
Léa Seydoux jedna je od najprisutnijih francuskih glumica na međunarodnoj filmskoj sceni i pojavila se u nekoliko značajnih naslova američke produkcije, među kojima su Prokletnici, Robin Hood, Ponoć u Parizu, Nemilosrdni gadovi, Nemoguća misija: Protokol duh. Godine 2014. bila je nominirana za nagradu BAFTA za buduću zvijezdu. Istakla se ulogom „Madeleine Swann“ u James Bond filmovima Spectre i „Za smrt nema vremena”.
Potječe iz bogate i brojne obitelji. Po karakteru je plaha i introvertirana, ali usprkos tome ostvarila je neke vrlo hrabre i prodorne ženske uloge. 